# Hugh de Lincoln

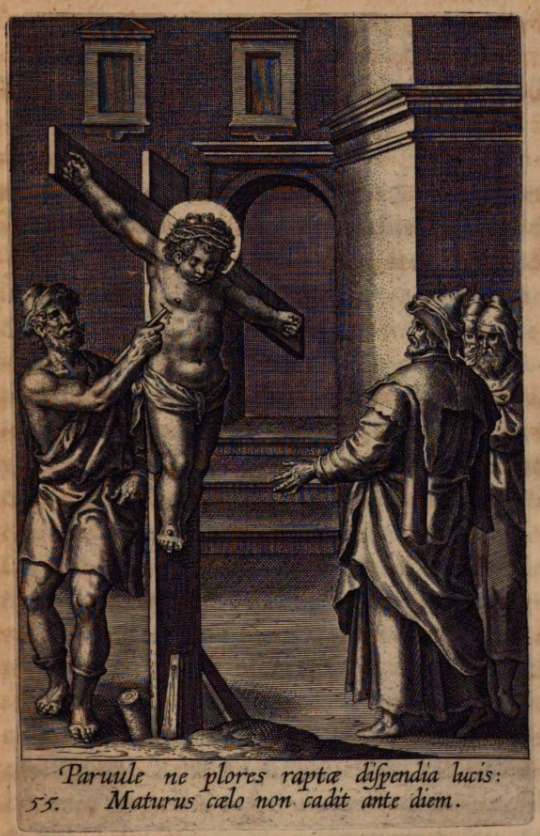
Hugo de Lincoln según un grabado anónimo; Pedro de Bivero, Sacrum sanctuarium crucis et patientiae crucifixorum et cruciferorum, emblematicis imaginibus..., Amberes, 1634.

Hugh de Lincoln, (1245 - 27 de agosto de 1255, Lincolnshire, Inglaterra) o Hugo de Lincoln, o El Pequeño San Hugo es una historia antisemita inglesa de la Edad Media. Es un santo que no fue canonizado.
Fue hijo de Beatrice, quien desapareció el 31 de julio de 1255 a la edad de ocho años, en Lincolnshire y su cuerpo fue descubierto el 29 de agosto, en un pozo perteneciente a un judío llamado Copin o Koppin. Se mencionó que fue designando un juez judío en el rol de Pilatos, y el niño fue, al igual que Jesús de Nazareth,  encerrado, azotado, escupido, burlado, coronado de espinas, torturado, lo hicieron beber hiel, lo llamaron Jesús, y luego crucificado y y atravesado el corazón con una lanza. El cadáver del niño, una vez bajado de la cruz, fue utilizado para la realización de un ritual de artes mágicas y la interpretación de sus entrañas y que antes de morir siguió alabando a la Virgen María.
La muerte de Hugh, es significativa porque fue la primera vez que la Corona Inglesa, dio crédito a las acusaciones de asesinato ritual de niños, a través de la intervención directa de rey Enrique III, misma que se vio reforzada por el relato de los hechos de Matthew Paris y el apoyo de Eduardo I al ordenar la expulsión de los judíos de Inglaterra. 
Acusaciones de asesinato ritual de niños se habían vuelto comunes, y puesto de manifiesto ante la circulación de la historia de "Vida y milagros de Guillermo de Norwich" de Thomas de Monmouth, la cual era la historia de un niño crucificado por judíos en 1144. Acusaciones como la de Harold de Gloucester (1168), Anales de Waverly, Burton Abey y Robert Bury (1181) se sumaban a la anterior a lo que adicionaba los fuertes impuestos aplicados por Enrique III a los Judíos ingleses, habiendo provocado después, la segunda guerra de los Barones. Esto aunado a la separación con la insignia amarilla portada por los judíos y mandada por el papa Inocencio III, entre cristianos y judíos en 1215, y aplicada por Enrique III decretando que si algún judío era condenado por un delito, su dinero y propiedades pasarían a manos de la Corona.

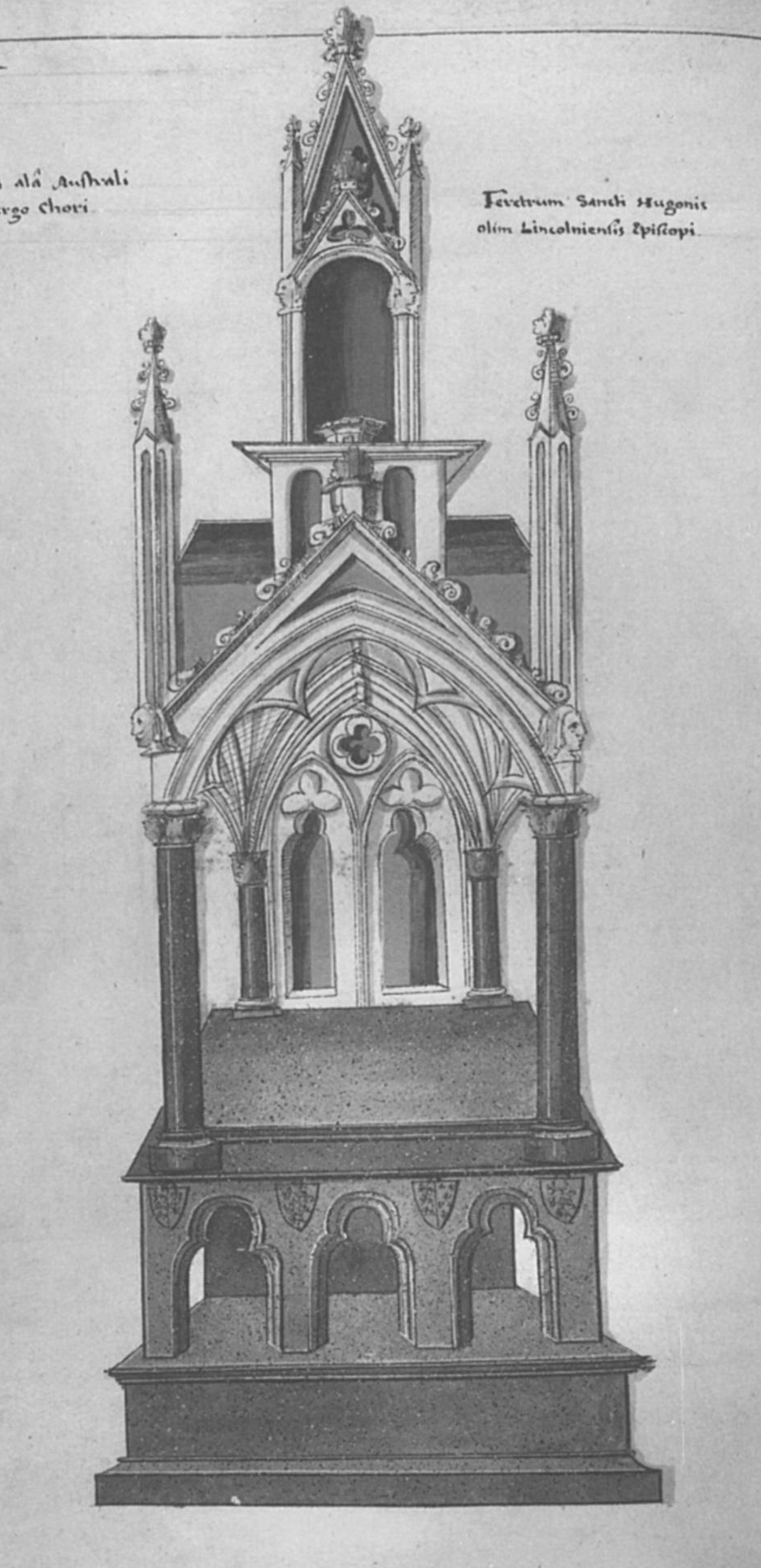
Dibujo del santuario de Pequeño Hugo, en el pasillo del coro sur de la Catedral de Lincoln.

El juez John de Lexington, -hermano del obispo Enrique fiel l rey-, que se encontraba en la zona, prometió salvar la vida del acusado Copin, sin embargo Enrique III de Inglaterra, quien llegó cinco semanas después a Lincoln, se negó a cumplir la promesa del juez, por lo que Copin fue ejecutado acusado de asesinato ritual. 91 judíos de la ciudad fueron apresados y enviados a Londres, donde 18 fueron ajusticiados. El resto fue perdonado por la intercesión de los monjes franciscanos. Otros indultos fueron concedidos, donde participó Ricardo de Cornualles. 

Santuario del Pequeño Hugo en Catedral de Lincoln

Se menciona que el obispo español Alonso de Espina o Spina en su Fortalitium fidei (1467) y aparecen paralelismos en el Cuento de la priora, en los Cuentos de Canterbury del inglés Chaucer.
Se le atribuyeron milagros y Hugo fue santificado siendo el 27 de junio su día festivo de manera extraoficial, mismo que no fue canonizado, pero fue aclamado y llamado como santos localmente venerados pero nunca de manera oficial; se conservan reliquias suyas en la catedral de Lincoln, lugar de peregrinaciones. La historia tiene concomitancias con historias semejantes extendidas por toda Europa derivadas de la llamada calumnia de la sangre.